# Josef Soukup (výtvarník)
Josef Soukup (6. července 1919 Přepeře – 17. února 2004 Praha) byl český sklářský výtvarník, glyptik a vysokoškolský pedagog.

## Život
Josef Soukup absolvoval Státní odbornou školu šperkařskou v Turnově u glyptika Karla Tučka a v letech 1937–1941 studoval na Uměleckoprůmyslové škole v Praze u prof. Františka Kysely, Karla Štipla a Josefa Drahoňovského. Po skončení války studoval v letech 1947–1950 glyptiku a grafiku na École nationale des Beaux-Arts v Paříži u prof. Françoise Goerga a Féliciena Favrata.
Od roku 1950 působil jako pedagog na Vysoké škole uměleckoprůmyslové v Praze. Byl asistentem profesora Karla Štipla, docentem v ateliéru Stanislava Libenského a v roce 1977 byl jmenován profesorem ateliéru Sklo, šperk, glyptika. Téhož roku obdržel cenu ministra kultury. Roku 1979 byl jmenován zasloužilým umělcem a roku 1986 obdržel Státní cenu. Od 60. let působil v sekci Kov a šperk SČVU a v letech 1970-1982 byl předsedou Českého fondu výtvarných umění. Podílel se na přijímání nových členů, schvalování návrhů šperků a udělování licencí pro práci s drahými kovy. Působil ve výstavních komisích a roku 1984 se zasloužil o obnovení šperkařského sympozia v Turnově.
Za šperky získal ocenění na Světové výstavě v Montrealu roku 1967 a roku 1972 byl jedním z umělců, kteří navrhli šperky pro Expo‘72 v Ósace. Byl členem III. krajského střediska SČVU Mánes.

## Dílo
Josef Soukup patřil mezi nejvýraznější výtvarníky počáteční obrody autorského šperku a v oblasti uměleckého řemesla k nim patřil i následujících několik desítek let. Ovlivnil ho zejména poválečný pobyt v Paříži a v jeho špercích, kde využíval české granáty a kozákovské jaspisy lze cítit duch lyrické abstrakce a díla francouzských abstraktních malířů, např. Alfréda Manessiera. Ve všech jeho náhrdelnících dominují různorodé barevné kameny, zatímco kovová montáž je potlačena na nezbytné minimum. Podařilo se mu téměř vyčerpat tehdejší možnosti ojedinělého a exkluzivního šperku s intaglií.
Při tvorbě šperků pracoval zpravidla s vícebarevnými kameny, kterým ponechával jejich přirozený tvar zušlechtěný pouze leštěním. Na svého učitele Josefa Drahoňovského navazoval figurálními a portrétními řezbami v kameni. V jeho díle převažovalo ryté sklo a glyptika, ale věnoval se i designu. Roku 1952 jeho souprava z lisovaného skla posunula vývoj v tomto odvětví k výtvarné a technologické svébytnosti. Na přelomu 50. a 60. let vytvořil soubor rytých váz s figurální tematikou a během 60. let rozšířil svou sklářskou tvorbu o monumentální práce. Vytvořil vitráže pro kapli sv. Václava v katedrále a figurální sochy modelované pískováním ze skleněného bloku.
Kromě medailí vytvořil také unikátní vysokoškolské insignie, rektorská žezla a řetězy z AMU, UMPRUM, VŠE, VŠCHT a Farmaceutické fakulty UK v Hradci Králové.

### Zastoupení ve sbírkách
- Akademie múzických umění Praha
- Národní galerie Praha
- Národní muzeum v Praze
- Slovenská národná galéria, Bratislava
- Uměleckoprůmyslové muzeum v Praze
- Moravská galerie v Brně
- Severočeské muzeum, Liberec
- Muzeum skla a bižuterie, Jablonec nad Nisou
- Muzeum Českého ráje, Turnov
- Univerzita Karlova, Praha a Hradec Králové
- Východočeské muzeum v Pardubicích
- Vysoká škola chemicko-technologická, Praha

### Výstavy (výběr)
- 1950 I. členská výstava 1950, Mánes, Praha
- 1957 Vetro di Boemia, La Triennale di Milano
- 1961 Jindřiška a Pravoslav Radovi, Jozef Soukup: Keramika, sklo, glyptika, Galerie Václava Špály, Praha
- 1966 Aktuální tendence v československém užitém umění a průmyslovém výtvarnictví, Obecní dům, Praha
- 1968 Jablonec 68: Mezinárodní výstava bižuterie, Výstaviště, Jablonec nad Nisou
- 1969 50 let českého užitého umění a průmyslového výtvarnictví, Mánes, Praha
- 1970 Současné české sklo, Mánes, Praha
- 1973 Art tchèque contemporain: Gravure, céramique, verres / Zeitgenössische tschechische Kunst: Druckgraphik, Keramik, Gläser, Musée d'art et d'histoire Fribourg / Museum für Kunst und Geschichte Freiburg
- 1974 Česká soudobá medaile, Galerie Nová síň, Praha
- 1978 Soudobý československý šperk, Muzeum skla a bižuterie v Jablonci nad Nisou
- 1983 Český šperk 1963–1983, Středočeské muzeum, Roztoky
- 1984 Jozef Soukup: Výběr z díla, Galerie Václava Špály, Praha
- 1985 Sto let českého užitého umění: České užité umění 1885–1985 ze sbírek Uměleckoprůmyslového muzea v Praze k stému výročí založení muzea, Uměleckoprůmyslové museum, Praha
- 1987 Současná česká medaile a plaketa, Mánes, Praha
- 1989 Jozef Soukup a jeho žáci, Galerie Václava Špály, Praha
- 1996 Česká medaile 1987 / 1996, Pražský hrad, Starý královský palác, Praha
- 1996/1997 Užité umění 60. let, Uměleckoprůmyslové muzeum, Brno
- 2002 Carbunculus, Granatus, Zrnakoč, Sedmnáct století českého granátu, Lobkovický palác na Pražském hradě, Praha
- 2013 Český granát na světových výstavách, Muzeum Českého ráje v Turnově
- 2015/2016 Budování státu. Reprezentace Československa v umění, architektuře a designu, Veletržní palác, Praha
- 2019 Jozef Soukup glyptik, šperkař, sklář, medailér, Muzeum Českého ráje v Turnově